# دوروانگن
دوروانگن (به آلمانی: Dürrwangen) یک شهر در آلمان است که در آنسباخ واقع شده‌است.